# Conflit irakien
Guerre contre le terrorisme
Le conflit irakien est une série d'événements violents commencés avec l'invasion de l'Irak par les États-Unis en 2003 et la destitution du président irakien Saddam Hussein, suivie d'une série de conflits, notamment la longue guerre en Irak (2003-2011), l'insurrection irakienne (en) (2011-2013), la seconde guerre civile irakienne (2013-2017) et, plus récemment, l'insurrection à petite échelle de l'État islamique (en) dans 4 provinces situées dans le nord de l'Irak depuis 2017.
Au cours de la guerre d'Irak qui suit (2003-2011), la force multinationale (FMN-I) dirigée par les États-Unis contribue à établir un gouvernement fédéral dominé par les chiites, qui est rapidement combattu par une guérilla irakienne. Les groupes insurgés combattent principalement le nouveau gouvernement et la FMN-I, mais aussi entre eux, principalement selon des lignes sectaires entre chiites et sunnites. En 2011, la force multinationale se retire d’Irak (en), ce qui entraîne une recrudescence des violences sectaires (en) et permet l’émergence de l’État islamique (EI). La reprise de la guerre entraîne une intervention menée par les États-Unis en 2014. La guerre la plus récente dans le pays s'achève fin 2017 lorsque le gouvernement irakien et ses alliés parviennent à repousser largement l'EI, ce qui est suivi d'une insurrection de faible intensité de l'organisation terroriste (en) dans certaines régions rurales du nord du pays. 

## Contexte
La principale justification donnée par les États-Unis pour leur invasion de l’Irak repose sur les allégations des gouvernements américain et britannique selon lesquelles Saddam Hussein développerait des armes de destruction massive, représentant ainsi une menace pour ses voisins et pour le monde. Le 8 novembre 2002, le Conseil de sécurité de l'ONU adopte à l'unanimité la résolution 1441. Les quinze membres du Conseil de sécurité conviennent d'accorder à l'Irak une dernière chance de se conformer à ses obligations et de désarmer, sous peine de subir les graves conséquences d'un manquement à cette obligation. La résolution renforce le mandat de la Commission de contrôle et de vérification des Nations Unies (COCOVINU) et de l'Agence internationale de l'énergie atomique (AIEA), leur donnant le pouvoir de se rendre n'importe où, à tout moment, et de s'entretenir avec quiconque afin de vérifier le désarmement de l'Irak.
Au début des années 2000, les administrations de George W. Bush et de Tony Blair travaillent à l'élaboration d'un dossier en faveur de l'invasion de l'Irak, aboutissant au discours du secrétaire d'État américain Colin Powell au Conseil de sécurité un mois avant l'opération. Peu de temps après l'invasion, la Central Intelligence Agency, la Defense Intelligence Agency et d'autres agences de renseignement refusent de continuer à soutenir les allégations liées aux armes irakiennes (ainsi que les allégations de lien entre Saddam Hussein et Al-Qaïda). À ce moment-là, les administrations Bush et Blair se tournent vers des justifications secondaires pour mener à bien cette guerre, telles que le bilan du gouvernement Hussein en matière de droits de l'homme (en) et la promotion de la démocratie en Irak (en),. Selon des sondages d’opinion, le monde entier s’opposent à une guerre sans mandat de l’ONU et l’opinion selon laquelle les États-Unis constituent un danger pour la paix mondiale augmente considérablement,. Le secrétaire général de l'ONU, Kofi Annan, qualifie cette guerre comme étant illégale, déclarant dans une interview en 2004 qu'elle n'est « pas conforme aux décisions du Conseil de sécurité ».
Les révélations de preuves erronées et de justifications changeantes deviennent le point central des critiques de la guerre, qui accusent l'administration George W. Bush d'avoir délibérément fabriqué des preuves pour justifier une invasion qu'elle avait prévu de lancer depuis longtemps. Les partisans de la guerre pointent la menace réelle de l’Irak et de Saddam Hussein ; les États-Unis ayant mené l'effort visant à « réorienter les anciens scientifiques, techniciens et ingénieurs irakiens spécialisés dans les armes de destruction massive (ADM) vers des emplois civils et à décourager l'émigration de cette communauté d'Irak ».

## Guerre d'Irak de 2003-2011

### Invasion menée par les États-Unis en 2003

Route d'invasion de la coalition : la majorité des forces d'invasion américaines et britanniques approchent de l'Irak par le sud en direction de Bagdad.

L'invasion de l'Irak dure du 20 mars au 15 avril 2003 et marque le début de la guerre en Irak, baptisée opération Iraqi Freedom par les États-Unis. L'invasion consiste en 26 jours d'opérations de combat majeures, au cours desquelles une force combinée de troupes américaines, britanniques, australiennes et polonaises envahit l'Irak et renverse le gouvernement baasiste de Saddam Hussein. La phase d'invasion consiste principalement en une guerre conventionnelle comprenant la prise de la capitale irakienne de Bagdad par les forces américaines avec l'aide du Royaume-Uni, de l'Australie et de la Pologne.
160 000 soldats sont déployés par la Coalition en Irak au cours de la phase initiale d’invasion. Environ 130 000 soldats sont envoyés des États-Unis, dont environ 28 000 britanniques, 2 000 australiens et 194 polonais. 36 autres pays seront impliqués par la suite. En prévision de l'invasion, 100 000 soldats américains sont rassemblés au Koweït le 18 février. Les forces de la coalition reçoivent également le soutien des irréguliers kurdes du Kurdistan irakien.
L'invasion est précédée d'une frappe aérienne sur le palais présidentiel à Bagdad le 20 mars 2003. Le lendemain, les forces de la coalition lancent une incursion dans la province de Bassorah à partir de leur point de rassemblement près de la frontière irako-koweïtienne. Alors que les forces spéciales lancent un assaut amphibie depuis le golfe Persique pour sécuriser Bassorah et les champs pétroliers environnants, l'armée d'invasion principale se déplace dans le sud de l'Irak, occupant la région et s'engageant dans la bataille de Nassiriya le 23 mars. Des frappes aériennes massives à travers le pays et contre le commandement et le contrôle irakiens plongent l'armée de défense dans le chaos et empêche une résistance efficace. Le 26 mars, la 173e brigade aéroportée est larguée près de la ville de Kirkouk, au nord du pays, où elle unit ses forces avec les rebelles kurdes et mène plusieurs actions contre l'armée irakienne pour sécuriser la partie nord du pays.
Le gros des forces de la coalition poursuivent son avancée au cœur de l’Irak et ne rencontré que peu de résistance. La majeure partie de l'armée irakienne est rapidement vaincue et Bagdad est occupée le 9 avril. D’autres opérations ont lieu contre des poches de l’armée irakienne, notamment la prise et l’occupation de Kirkouk le 10 avril, et l’attaque et la prise de Tikrit le 15 avril. Le président irakien Saddam Hussein et les dirigeants centraux se cachent alors que les forces de la coalition achèvent l'occupation du pays. Le 1er mai est annoncé la fin des opérations de combat majeures, mettant fin à la période d’invasion et commençant la période d'occupation militaire.

### Insurrection anti-coalition
Les forces d’invasion dirigées par les États-Unis ne sont pas en mesure de combler immédiatement le vide de pouvoir causé par l’effondrement soudain d’une autorité étatique hautement centralisée, ce qui entraîne des semaines d’anarchie. Les pillages endémiques de cette période et l’incapacité des forces dirigées par les États-Unis à contrôler la situation suscitent le ressentiment des Irakiens. De plus, l'implosion rapide et inattendue du régime de Saddam Hussein provoque la dispersion des forces de l'armée irakienne, celles-ci n'ayant jamais été engagées ni vaincues de manière décisive dans une bataille majeure par les forces d'invasion américaines.
Les civils irakiens font également face à un manque d’aide humanitaire immédiat et d’efforts de reconstruction des infrastructures détruites par la guerre, souffrant déjà depuis longtemps de la répression et de la mauvaise gestion du régime de Saddam Hussein qui croulait sous les sanctions internationales. Un certain nombre de factions se méfient des intentions américaines à long terme ; la conduite de certains soldats américains contribuera également à accroître les tensions. La Commission de « débaasification » mise en place par l'Autorité provisoire de la coalition, la nature de la sélection du Conseil de gouvernement et d'autres décisions politiques sont interprétées par les Arabes sunnites comme des actions visant à stigmatiser leur communauté et à la discriminer ; cela encouragera le début des tensions sectaires.
En mai 2003, après la défaite et la dissolution des forces conventionnelles irakiennes, l'armée américaine constate une augmentation progressive des attaques contre les troupes américaines dans diverses régions du soi-disant « Triangle sunnite », en particulier à Bagdad et dans les régions autour de Falloujah et de Tikrit. L'armée américaine impute les attaques aux restes du parti Baas et à la milice Fedayin Saddam. Des tensions éclatent entre les forces américaines et les habitants de Falloujah, des émeutes et plusieurs escarmouches sont signalés à plusieurs reprises.
Les membres des groupes insurgés proviennent de sources diverses. D'anciens membres des services de sécurité du régime Baas, d'anciens officiers militaires et d'autres membres du parti Baas sont cités comme membres de groupes insurgés ; en effet, ces éléments constituent l'épine dorsale principale de l'insurrection naissante. Au début, la plupart des anciens membres du parti Baas et des anciens soldats irakiens expriment leur volonté de signer des accords avec les forces de la coalition. Cependant, beaucoup perdent leur emploi et leur pension avec le démantèlement de l'armée irakienne par Paul Bremer ; ceci, et la réticence de l'Autorité provisoire de la coalition à négocier avec les anciens éléments du parti Baas, donne l'impulsion à l'insurrection initiale. Alors que 80 % des officiers de l’armée sont sunnites, les soldats de l’armée régulière sont à 80 % chiites. Les prisonniers libérés par Saddam Hussein avant sa disparition ont fourni une autre source de recrues pour les insurgés et pour les factions du crime organisé. Enfin, comme l'annonce O'Hanlan, les frontières poreuses de l'Irak et les insurgés étrangers qui suivront renforceront également l'insurrection.
La résistance aux forces dirigées par les États-Unis ne restera pas longtemps confinée aux régions sunnites d’Irak. Entre 2003 et 2004, le mécontentement chiite à l’égard de l’occupation, en particulier parmi les populations urbaines pauvres, augmente progressivement : la Coalition n’a pas tenu ses promesses et un mécontentement nationaliste à l’égard de l’occupation étrangère. De nombreux jeunes hommes sans emploi ni perspectives et ayant perdu confiance dans les promesses américaines commencent à être attirés par l’islamisme chiite, en particulier celui prôné par le religieux Moqtada al-Sadr. Les origines familiales distinguées de Sadr, sa rhétorique anti-occupation ardente et ses appels à l'application de la loi islamique font de lui le leader de cette partie de la société chiite irakienne. En juin 2003, après avoir été écarté d'un siège au Conseil de gouvernement irakien, il créé une milice connue sous le nom d'Armée du Mahdi, dont la mission, dit-il, est de contribuer au maintien de l'ordre et de purifier l'Irak du « mal ». Depuis lors, les États-Unis le considèrent comme une menace, mais demeurent divisés sur la nécessité de procéder ou non à une répression. Cependant, face à l'intensification de la rhétorique de Sadr —  sa milice défilant dans la ville — les États-Unis décident de réprimer son mouvement. Le 29 mars, ils ferment le journal de Sadr connu sous le nom de « al-Hawza » et arrêtent l'un de ses collaborateurs pour meurtre. Ceci, combiné à ses perspectives politiques de plus en plus faibles de succès au sein du gouvernement intérimaire soutenu par les États-Unis, pousse Sadr à opter pour la révolte armée.
Le 4 avril, l’Armée du Mahdi reçoit l’ordre de lancer des attaques contre des cibles de la coalition et de prendre le contrôle des forces de sécurité irakiennes naissantes, formées par les États-Unis. L'armée du Mahdi, qui compte alors entre 3 000 et 10 000 hommes, organise rapidement des émeutes violentes puis un assaut coordonné, surprenant la coalition et les forces irakiennes et prenant le contrôle de Najaf, Kufa, al-Kut et de certaines parties de Bagdad et des villes du sud comme Nasiriya, Amara et Bassorah. S’en est suivi un effondrement généralisé des forces de sécurité irakiennes, la plupart d’entre elles désertant ou passant aux côtés des rebelles plutôt que de combattre. Bientôt, des combats éclateront dans de nombreux centres urbains du sud et du centre de l’Irak alors que les forces américaines tenteront de maintenir le contrôle tout en se préparant à une contre-offensive.
Dans le même temps, l’insurrection sunnite s’intensifie rapidement. Le 31 mars 2004, quatre entrepreneurs militaires privés travaillant pour l'armée américaine sont tués puis mutilés par des insurgés et une foule d'habitants de la ville de Falloujah, longtemps un centre particulièrement problématique de la résistance sunnite à la présence américaine. Le même jour, cinq soldats américains sont tués par un engin explosif improvisé sur une route à quelques kilomètres de la ville. Les attaques ont lieu alors que les Marines prenaient la responsabilité de la province d'al-Anbar, dans laquelle se trouve Falloujah. La stratégie des Marines, consistant à effectuer des patrouilles, des raids de basses intensités, de l'aide humanitaire et une coopération étroite avec les dirigeants locaux, est rapidement suspendue. Les autorités américaines décident de lancer un assaut majeur pour débarrasser la ville des insurgés. Le 4 avril, les forces américaines et irakiennes lancent l'opération Vigilant Resolve pour reprendre la ville, tombée entièrement aux mains des rebelles. Les 2 000 Marines de la 1re division et deux bataillons de la nouvelle armée irakienne (en) sont lancés dans un raid de bouclage et font la conquête des deux tiers de la ville dans ce combat urbain. Mais leur avancée se heurte à une forte résistance et la totalité des deux bataillons irakiens qui devaient participer à cette opération déserte au premier accrochage. Après 3 semaines de combats, le commandement américain renonce devant les pertes civiles et leur impact médiatique (et moyennant la promesse des chefs des insurgés de se soumettre) et le 30 avril il retire ses forces de la ville. Un compromis est trouvé afin d'assurer la sécurité à l'intérieur même de Falloujah en créant la « brigade de Falloujah », une unité composée d'anciens membres de l'armée irakienne, de volontaires locaux et même des insurgés eux-mêmes. La formation de l’unité fait partie d’une négociation de trêve. Cette unité doit agir sous le contrôle de l'Autorité provisoire de la coalition, patrouiller aux côtés de la police irakienne et des gardes nationaux, mais conserver son autonomie. L'unité compte de nombreux anciens fidèles de Saddam. D'après divers rapports, les membres de la brigade se sont réintégrés dans les groupes insurgés dominant.
À la fin du soulèvement du printemps, les villes de Falloujah, Samarra, Bakouba et Ramadi sont passées sous le contrôle de la guérilla sunnite et les patrouilles américaines dans les villes ont cessé. L’insurrection connait un autre changement majeur, les organisations insurgées disposant désormais de refuges pour se développer et se coordonner entre elles, notamment à  Falloujah. Le groupe de Zarqawi et ses alliés traversent une période de coopération difficile avec d'autres groupes insurgés dominés par des agendas nationalistes et baasistes, malgré une compétition accrue entre les groupes se disputant les territoires dans les zones contrôlées par les insurgés sunnites. Les forces américaines ne lancent que des incursions blindées occasionnelles à Samarra et Bakouba, tandis qu'environ une demi-douzaine de petits forts demeurent maintenus par les Marines américains à Ramadi, le territoire environnant de la ville étant contrôlé par les rebelles. Les forces terrestres américaines sont postées à l'extérieur de Falloujah, malgré des frappes aériennes régulières menées sur les prétendues cachettes des partisans d'Abou Moussab al-Zarqaoui dans la ville. La bataille de Falloujah étant terminée, l'insurrection sunnite se poursuit contre les forces américaines restées à l'extérieur de ces villes : les guérilleros reprennent leurs tactiques d'attaques à l'aide d'engins explosifs improvisés et de mortiers, évitant pour la plupart le combat direct.
Pendant ce temps, les combats se poursuivent dans le sud chiite. Au cours des trois mois suivants, plus de 1 500 miliciens de l’Armée du Mahdi, plusieurs centaines de civils et des dizaines de soldats de la coalition sont tués alors que les États-Unis reprennent progressivement les villes du sud. Le 6 juin, une trêve est conclue, mettant temporairement fin aux combats.
Le 28 juin 2004, l'occupation est officiellement terminée par la Coalition, qui a transféré le pouvoir à un nouveau gouvernement irakien dirigé par le Premier ministre Iyad Allaoui. Malgré l'optimisme de nombreux Irakiens, les combattants le considèrent comme un homme politique fantoche pro-américain et poursuivent le combat sans relâche. Le 18 juillet, les guérilleros offre une récompense de 285 000 dollars pour son assassinat.

### Guerre civile sectaire
En février 2006, des assaillants inconnus bombardent les minarets du sanctuaire Al-Askari à Samarra, considérée comme un lieu saint par les chiites duodécimains. Bien qu'aucun groupe n'ait revendiqué la responsabilité des attaques, l'armée américaine et les responsables du gouvernement de transition irakien attribuent ces attaques à des militants sunnites liés à Al-Qaïda en Irak,,. L'incident déclenche une vague d'attaques chiites contre les sunnites, suivie de contre-attaques sunnites. Le conflit s'intensifie au cours des mois suivants jusqu'à ce qu'en 2007, le National Intelligence Estimate décrit la situation comme proche d'une guerre civile.
En 2008 et 2009, pendant le réveil sunnite et à la suite d'une augmentation du nombre de soldats américains stationnés dans le pays, la violence diminue de façon spectaculaire,. Cependant, des conflits de faible intensité continuent de ravager l’Irak jusqu’au retrait des États-Unis fin 2011.
En octobre 2006, selon des estimations du Haut-Commissariat des Nations Unies pour les réfugiés (HCR) et du gouvernement irakien, plus de 370 000 Irakiens ont été déplacés depuis l'attentat de 2006 contre la mosquée al-Askari, portant le nombre total de réfugiés irakiens à plus de 1,6 million. En 2008, le HCR estime le nombre total de réfugiés à environ 4,7 millions (environ 16 % de la population). Le nombre de réfugiés estimé à l’étranger est de 2 millions (un chiffre proche des projections de la CIA) et le nombre de personnes déplacées à l’intérieur du pays environ 2,7 millions. Le nombre d'orphelins en Irak varie de 400 000 (selon le Conseil provincial de Bagdad) à cinq millions (selon le Conseil irakien de lutte contre la corruption). Un rapport de l’ONU de 2008 dénombre environ 870 000 orphelins,. Selon la Croix-Rouge en 2008, la « situation humanitaire en Irak est parmi les plus critiques au monde, des millions d'Irakiens étant contraints de dépendre de sources d'eau insuffisantes et de mauvaise qualité ».
Selon l'indice des États en faillite (en), produit par le magazine Foreign Policy et Fund for Peace (en), l'Irak est l'un des cinq États les plus instables au monde de 2005 à 2008. Un sondage réalisé en 2007 auprès d'experts de premier plan en politique étrangère américaine montre qu'au cours des dix prochaines années, seulement 3 % des experts pensent que les États-Unis seront en mesure de reconstruire l'Irak pour en faire un « phare de la démocratie » et 58 % des experts pensent que les tensions entre sunnites et chiites augmenteront considérablement au Moyen-Orient,.
Deux sondages réalisés en 2006 révèlent qu’entre 65 % et 85 % des Américains pensent que l'Irak est en proie à une guerre civile,. Un sondage similaire mené auprès des Irakiens en 2007 révèle que 61 % d’entre eux ne pensent pas subir une guerre civile.

### Retrait des forces de la coalition occidentale
Le retrait des forces militaires américaines (en) d’Irak demeure un sujet controversé aux États-Unis pendant une grande partie des années 2000. Lors de la progression de la guerre de sa phase initiale d'invasion en 2003 à une occupation de près de dix ans, l'opinion publique américaine s'est orientée vers un retrait des troupes ; en mai 2007, 55 % des Américains pensent qu'avoir envahit l'Irak était une erreur, et 51 % des électeurs inscrits sont favorables au retrait des troupes. Fin avril 2007, le Congrès adopte un projet de loi de dépenses supplémentaires pour l'Irak fixant une date limite pour le retrait des troupes, avant qu'un veto ne soit opposé par le président Bush, invoquant ses inquiétudes quant à la fixation d'une date limite de retrait,,. L’administration Bush chercha ensuite à conclure un accord avec le gouvernement irakien et, en 2008, Bush signa l’accord sur le statut des forces entre les États-Unis et l’Irak (en). Celui-ci inclut une date limite du 31 décembre 2011, où « la totalité des forces américaines devront se retirer du territoire irakien »,,. Les dernières troupes américaines quittent l’Irak le 18 décembre 2011, conformément à cet accord,,.

## Guerre d'Irak de 2013-2017
À la suite de campagnes militaires d'envergures lancées par l’État islamique d’Irak et du Levant fin 2013, l'organisation prend le contrôle de vastes territoires dans le nord de l’Irak en 2014. La violence atteint des niveaux très élevés, avec 1 775 personnes tuées au cours du seul mois de juin. Ces chiffres resteront élevés pendant le reste de l’année.
Le conflit irako-kurde (en) débute le 15 octobre 2017, peu après le référendum sur l'indépendance du 25 septembre. Après le référendum, le Premier ministre Haider al-Abadi exige l'annulation de celui-ci. En octobre, l'armée irakienne entre dans la région du Kurdistan après l'entrée de l'État islamique. Le 16 octobre 2017, les peshmergas kurdes ignorent la date limite donnée par l’Irak pour se retirer. Cela conduit à la bataille de Kirkouk, et les forces irakiennes et les PMU soutenues par l'Iran reprennent la ville et sa province le 15 octobre 2017. En 15 heures, la ville de Kirkouk et la base aérienne K-1 toute proche, ainsi que les champs pétrolifères environnants, sont repris par les forces irakiennes, entraînant ainsi la fin du conflit.
Le 9 décembre 2017, les dernières zones tenues par l’État islamique dans le désert d’al-Jazira sont capturées par l’armée irakienne. Le Premier ministre Haider al-Abadi annonce la défaite militaire de l'État islamique en Irak,.

## Poursuite de l'insurrection de l'État islamique (depuis 2017)
Après la défaite de l'EI en décembre 2017, le groupe poursuit son insurrection (en) principalement dans les zones rurales du pays. Cependant, l'organisation a été considérablement affaiblie et la violence en Irak a fortement diminué au cours de ces dernières années. En 2021, selon des responsables américains, l'EI « reste capable de mener une insurrection prolongée », bien qu'étant fortement « diminué ». Les services de renseignement irakiens estiment que l'EI compte entre 2 000 et 3 000 combattants en Irak,.
20 civils ont perdu la vie à la suite d'incidents liés à la violence en octobre 2024, le chiffre le plus bas en 21 ans. En 2024, les attaques revendiquées par l'EI ont diminué de 94 % par rapport à 2019.